# 佩雷卡爾基
50°11′11″N 24°23′41″E / 50.18639°N 24.39472°E
佩雷卡爾基（羅馬化：Perekalky），是烏克蘭西部的村莊，隸屬利維夫州的舍普季茨基區多布羅特維爾市鎮。該村始建於1650年，面積0.1平方公里，海拔高度201米，2001年人口219，人口密度每平方公里2,105.77人。